# Bassa Iván
Bassa Iván szlovénül Ivan Baša (Belatinc, 1875. április 11. – Bagonya, 1931. február 13.) magyarországi szlovén katolikus lelkipásztor, író, a történelmi Vendvidék (ma nagyrészt a Muravidék) trianoni békeszerződés utáni politikai vezetője, a Szlovén Néppárt tagja.

## Életútja
A mai Beltinciben született földműves családban Bassa József és Vucsko Anna gyermekeként. 1898. július 16-án szentelték fel. Káplánként működött néhány hónapig Rábaszentmártonban (ma St. Martin an der Raab, Ausztria), Vízlendván 1902-ig, Rohoncon (ma Rechnitz,Ausztria) 1905-ig. Első plébániáját Újhegyen kapta, ahol 1908-ig élt, majd azt követően haláláig Bagonya plébániáját vezette.
A területet a trianoni béke elszakította és Jugoszláviához csatolta. Bassa ezt követően kemény harcot folytatott a katolikus magyar és más iskolák fennmaradásáért.

1924-ben Jože Plečnik szlovén építésszel új templomot épített Bagonyán, ami 1925-ben készült el. Viselte egyúttal az alsólendvai esperesi hivatalt. Hívei rajongásig szerették.
Aktív kapcsolatban állt Szakovics Józseffel, aki szintén vend nyelven írt könyveket. A kortársai úgy vélték, hivatott vezetője veszett el a Vendvidéknek. 1918-ban ők ketten, Klekl József vezetésével a Szlovenszka krajina megteremtésére tett program kidolgozásában részt vettek.

## Művei
- Katolicsanszki katekizmus za solare III.-V. razreda. Budapest. Od Drüzsbe szvétoga Stevana (szlovén kis katekizmus). 1909.
- Katolicsanszki katekizmus za solare III.-V. razreda. Drügi natisz. Budapest. Od Drüzsbe szvétoga Stevana. 1913.